# Либеральная партия (Гаити)
Либеральная партия (фр. Parti Libéral) была консервативной партией в Республике Гаити, существовавшей с 1870 по 1946 годы. Партия была основана Жан-Пьером Буайе-Базеле во время президентства примкнувшего к ней Ниссажа Саже как первая политическая партия в стране. Большинство её членов были мулатами, сторонниками правительства, основанного на парламентском представительстве. Партия подчеркивала общее африканское происхождение всех гаитян, отрицая существование расовых предрассудков в стране, однако поддерживая мулатскую элиту, заявляя, что только она достаточно образована, чтобы возглавить страну.
Партия имела абсолютное большинство в парламенте сразу после своего основания, и её члены вмешивались в управление, создавая неустойчивость свергаемой ими исполнительной власти. Это привело к потере доверия избирателей и произошедшему в 1876 году расколу. В 1879 году партия проиграла выборы возникшей в 1874 году оппозиционной Национальной партии, отстаивающей интересы чёрного большинства. Последним либеральным президентом был Эли Леско, покинувший пост в 1946 году.